# Ignacio Pérez Santamaría
Ignacio Pérez Santamaría, conegut futbolísticament com a Nacho (nascut el 24 de juny de 1980 a Màlaga), és un exfutbolista professional andalús que jugava com a migcampista o com a lateral esquerre.
Va participar en 220 partits de La Liga durant nou temporades, amb un total de 13 gols per al Màlaga (dues etapes), Llevant UE, Getafe CF i Reial Betis. Va sumar 124 partits i tres gols a la Segona Divisió.

## Carrera de club
Producte del juvenil del Màlaga CF, Nacho va néixer a Màlaga i va debutar amb el primer equip el 23 de febrer de 2003 en un empat a casa per 1-1 a la Lliga contra el RC Celta de Vigo. Va jugar quatre temporades amb els andalusos, amb una cessió al Llevant UE a la mateixa lliga entremig.
El juliol del 2006, després del descens del Màlaga de la màxima divisió, Nacho va fitxar amb el Getafe CF de Madrid. Poc utilitzat durant la seva segona temporada, seria cedit el gener de 2008 a la Reial Societat, ja que els bascos finalment no van poder tornar a pujar des de Segona Divisió, amb el jugador participant en 16 partits, 13 com a titular.
Nacho va tornar a ser cedit per a la campanya 2008-09, reincorporant-se al seu antic equip Màlaga. Utilitzat principalment com a substitut, va marcar el seu primer gol en el seu segon període en la victòria fora de casa per 3-1 sobre el Real Valladolid el 22 de febrer de 2009, ajudant-los a acabar en vuitè lloc, immediatament després de l'ascens.
El 28 d'agost de 2009, Nacho es va traslladar al Reial Betis de la segona categoria amb un contracte de tres anys. Durant la major part del seu període va ser utilitzat com a lateral esquerre atacant i va jugar 34 partits en el seu segon any, ja que els verdiblancs van tornar a la màxima divisió després de dos anys.

## Vida personal
El pare i l'oncle de Nacho, respectivament, José Ignacio i Juan Carlos, també van jugar al Màlaga. El seu germà Perico va jugar amb el filial del club.